# Franklin House
Das Franklin House ist ein dreistöckiges historisches Bauwerk aus Backsteinen in 464–480 East Broad Street in Athens, Georgia. Es wurde zwischen 1845 und 1860 in drei verschiedenen Phasen gebaut. Ursprünglich handelte es sich bei dem Antebellum-Bauwerk um ein Geschäftshaus mit einem Hotel in den oberen Stockwerken; von 1865 bis 1972 wurde es als Werkzeughandel genutzt. Am 11. Dezember 1974 wurde das Haus in das National Register of Historic Places aufgenommen. In den 1980er Jahren wurde es renoviert und in ein Bürogebäude umgewandelt.

## Beschreibung
Die Architektur des Hauses weist sowohl Elemente des Federal Style als auch des Greek Revival auf. Es hat ein Satteldach mit Giebeln an den Enden des Firstes. Türen im zweiten Stocke des Hauses öffneten sich einst auf eine Verande und zu einer Fußgängerbrücke, die jedoch nicht erhalten sind. 1886 wurde im Erdgeschoss eine gusseiserne Ladenfront installiert.

## Geschichte
Das Grundstück für das Gebäude gehörte der University of Georgia und wurde bei einer Versteigerung von William L. Mitchell gekauft; Mitchell war einer der bekanntesten Hotelbesitzer seiner Zeit in der Region und betrieb bereits ein Hotel mit dem Namen Mitchell House. In diesem Gebäude befanden sich ursprünglich die geschäftlich genutzten Räume im Erdgeschoss, das Franklin Hotel entstand erst später in den oberen Stockwerken. Der Silberschmied Asaph K. Childs hatte einen Laden im Erdgeschoss, andere frühe Mieter, die im Franklin House ihre Dienste anboten, waren der Anbieter von Daguerreotypie R.L. Wood & Co. und der Zahnarzt O. Munsen. Das Bauwerk wurde später für 17.000 US-Dollar an John W. Nicholson verkauft. Am 15. Juli 1871, das Gebäude gehörte zu jener Zeit Nicholson, brannte im zweiten und dritten Stock des Gebäudes ein Feuer, das zu einem Sachschaden von mehr als 1000 US-Dollar führte, doch war es den Presseberichten der „fast übermenschlichen Energie der Feuerleute“ zu verdanken, die prompt und effektiv am Brandort agierten und innerhalb von 90 Minuten das Feuer unter Kontrolle brachten.
Das Hotel wurde 1865 geschlossen und das Gebäude wurde in der Folge nur noch von der Childs-Nickerson Company genutzt, die 1889 als Athens Hardware Company inkorporiert wurde und bis 1972 darin bestand. In dem Jahr erwies sich das Gebäude als instabil und sollte abgerissen werden, doch 1973 begann die Athens-Clarke Heritage Foundation mit der Sammlung von Geld, um das Haus zu kaufen. Die Stiftung brachte 75.000 US-Dollar auf, wobei sich ein Zuschuss des damaligen Gouverneurs Jimmy Carter befand. Um das Gebäude zu stabilisieren, beantragte man eine Beihilfe durch den National Park Service und erhielt von diesem 30.000 US-Dollar. Hugh Fowler, ein örtlicher Geschäftsmann, kaufte das Bauwerk 1977 und begann mit der Renovierung. Er veräußerte es später an Broad Street Associates aus Tucker, Georgia, unter deren Eigentümerschaft die Renovierung vollendet wurde und Büroräume in dem Haus entstanden. Der Georgia Trust for Historic Preservation zeichnete die Investoren 1983 aus, weil sie Renovierung und Umbaus für „außergewöhnlich“ durchgeführt beurteilten.

## Historische Einstufung
Der Historic American Buildings Survey hat das Gebäude unter der Nummer GA-1122 dokumentiert. Am 11. Dezember 1974 wurde es in das National Register of Historic Places aufgenommen; als eine örtliche Historic Landmark wurde es am 6. März 1990 eingestuft.